# Факултет примењених уметности Универзитета уметности у Београду
Факултет примењених уметности Универзитета уметности у Београду основан је 1948. године као Академија за примењену уметност. Назив Академија мења у Факултет примењених уметности 1973. године.

## Историјат
Претечом Факултета примењених уметности могу се сматрати вечерњи курс за занатлије у Српској цртачкој и сликарској школи Кирила Кутлика из 1895. године, и Уметничко-занатска школа отворена 1905. године. На челу Уметничке школе налазио се Риста Вукановић, тада познати сликар. Школа је постојала до 1918, а од 1919. године је продужила рад под називом Краљевска уметничка школа.
Средња школа за примењену уметност отворена је 1938. године. Оснивали су је њени будући наставници: вајар Милан Недељковић, архитекта Ђорђе Крекић, сликар Иван Табаковић и вајар Михаило Томић. 
Школа за примењену уметност је подигнута на степен Академије у јесен 1948. године. Поред бивших ученика старе школе, право уписа, после положеног пријемног испита, имали су и ученици других средњих школа као и даровити појединци без школе. Веома важну улогу у развоју Академије је одиграо и њен први ректор Бранко Шотра - истакнути српски графичар. На почетку рада Академија је имала осам одсека – за унутрашњу архитектуру, декоративну пластику, декоративно сликарство, примењену графику, керамику, текстил, сценографију и костим.
Уметничка академија, од 1973. године Универзитет уметности у Београду, основана 10. јуна 1957. године, удружила је Музичку академију, Академију ликовних уметности, Академију примењених уметности и Академију за позоришну уметност у асоцијацију високих уметничких школа у Београду.
Академија примењених уметности мења свој назив у Факултет примењених уметности 1973. године. Дотадашњи одсеци су замењени катедрама: Архитектура и дизајн, Керамика и стакло, Сценографија, Вајарство, Графика, Костим, Сликарство и Текстил. Програм наставе је постао сложенији и богатији, а настава је организована у специјализованим атељеима.

## Организациона структура
Факултета примењених уметности чине 11 одсека и једна катедра:
- Графички дизајн
- Дизајн ентеријера и намештаја
- Индустријски дизајн
- Примењена графика
- Примењено сликарство
- Конзервација и рестаурација
- Примењено вајарство
- Керамика
- Сценографија
- Костим
- Дизајн текстила
- Катедра за историју и теорију[5]

## Студијски програми
На Факултету примењених уметности организоване су:
- четворогодишње основне академске студије
- једногодишње мастер академске студије;
- трогодишње докторске академске студије;[6]

На основним и мастер студијама Факултета примењених уметности реализује се три студијска програма са 15 модула.
- Примењена уметност (9 модула): Примењено сликарство, Примењено вајарство, Керамика, Сценски костим, Сценографија, Савремено одевање, Графика и књига, Фотографија, Анимација
- Студијски програм Дизајн (4 модула): Графички дизајн, Индустријски дизајн, Дизајн текстила, Дизајн ентеријера и намештаја
- Конзервација и рестаурација (2 модула): Конзервација и рестаурација слика и уметничких дела на папиру, Конзервација и рестаурација скулптура и археолошких предмета

На докторским студијама Факултета примењених уметности реализује се студијски програм Примењене уметности и дизајн.

## Локације
Настава се одржава на четири локације:
- Улица Краља Петра 4
- Косанчићев венац 29
- Карађорђева 15
- Слободанке-Данке Савић 21[8]

## Алумни
- Никола Корица